# Arachnis hookeriana
Arachnis hookeriana là một loài thực vật có hoa trong họ Lan. Loài này được (Rchb.f.) Rchb.f. mô tả khoa học đầu tiên năm 1886.